# Firelight (film 1997)
Firelight è un film del 1997 diretto da William Nicholson, con protagonisti Sophie Marceau e Stephen Dillane.

## Trama
Londra 1837. Per liberare il padre dai debiti, Elisabeth (Sophie Marceau), giovane istitutrice svizzera che vive a Londra, accetta la proposta dell'aristocratico Charles (Stephen Dillane), insieme si recano in Normandia, dove in un albergo trascorrono tre notti. Il patto prevede che in cambio dei soldi necessari al padre, Elisabeth dia un figlio allo sconosciuto. Inaspettatamente tra i due nasce una reciproca passione, ma Charles è irremovibile. Finiti i tre giorni, parte. Nove mesi dopo Elisabeth dà alla luce una bambina che, come da contratto, le viene subito portata via.
Sette anni dopo Elisabeth arriva a Selcombe Place, nella regione del Sussex, dove viene chiamata ad occuparsi come istitutrice di Louisa, una bambina dal carattere difficile. Qui ritrova Charles, che si scopre essere sposato con Amy, una donna inferma a causa di un incidente a cavallo avvenuto dieci anni prima. La passione rinasce, ma non può esplicarsi.